# Parapitec
El parapitec (Parapithecus fraasi) és una espècie extinta de primat de la família dels parapitècids que visqué al nord d'Àfrica durant l'Oligocè inferior, fa entre 28,1 i 33,9 milions d'anys. Se n'han trobat restes fòssils al Faium (Egipte). Es tracta de l'única espècie del gènere Parapithecus, que anteriorment també contenia l'espècie actualment classificada com a Simonsius grangeri. La part anterior del rostre era més curta que en el seu parent proper Apidium, cosa que presumiblement tenia a veure amb la desaparició o reducció de les dents incisives. El nom genèric Parapithecus significa ‘al costat de Pithecus’.